# Heinkel Lerche
De Heinkel Lerche (Nederlands: Leeuwerik) was een concept voor een jachtvliegtuig dat werd ontwikkeld door de Duitse vliegtuigbouwer Heinkel. Het toestel is uiteindelijk nooit gebouwd.

## Ontwikkeling
Het project werd opgezet voor de ontwikkeling van een VTOL jachtvliegtuig / onderscheppingsjager. Als basis werd de Heinkel Wespe gebruikt. Het project stond onder leiding van Dr-Ing Kurt Reiniger en Dr-Ing Gerhard Schulz. De eerste besprekingen werd gehouden op 25 januari 1945 in de Heinkel fabriek te Wenen. Er werd grote haast gezet achter het project en het ontwerp was reeds gereed op 8 maart 1945.

## Ontwerp
Het ontwerp van de Lerche was ongewoon. Het was opgebouwd rond een ronde vleugel die via stijlen om de centrale romp was aangebracht. Binnen de vleugel was twee contraroterende propellers aangebracht. De propellers waren aangedreven door twee Daimler-Benz DB 605D motoren. Een motor was in het voorste en een in het achterste deel van de romp geplaatst.
Tijdens de start stond het toestel op de staartsectie. Deze was voorzien van drie richtingsroeren. Er was aan ieder roer een wiel aangebracht. Het was de bedoeling dat het toestel verticaal startte en zo snel mogelijk overging in een horizontale vlucht. De landing was echter het grootste probleem van de vlucht. Het toestel moest ook weer op de staartsectie landen. Het zou voor de piloot bijzonder moeilijk zijn om het toestel in de goede positie te krijgen en hierna verticaal weer goed aan de grond te zetten. De piloot zou de grootste moeite hebben om de afstand tot de grond goed in te schatten en op de juiste plek uit te komen. Er was verder geen mogelijkheid om het toestel op een andere manier aan de grond te krijgen zonder het te beschadigen.
De piloot lag in de cockpit die in de rompneus was aangebracht. De gehele rompneus was van glas vervaardigd. De bewapening bestond uit twee 30 mm MK108 kanonnen die naast de cockpit waren aangebracht. De lopen staken een stuk buiten de romp en waren naast de cockpit zichtbaar.

### Technische specificaties
Afmetingen:
- Spanwijdte: 4 m.
- Lengte: 9,40 m.
- Vleugeloppervlak: 12 m².
- Propellerdiameter: 4 m.

Gewichten:
- Startgewicht: 5.600 kg.
- Brandstof: 600 kg.

Prestaties:
- Maximumsnelheid: 800 km/uur.